# Denise (Mato Grosso)
Denise é um município brasileiro do estado de Mato Grosso. Localiza-se a uma latitude 14º44'24" sul e a uma longitude 57º03'14" oeste, estando a uma altitude de 211 metros. Sua população estimada em 2021 pelo Instituto Brasileiro de Geografia e Estatística (IBGE) era de 9 626 habitantes. Denise limita-se com os municípios de Arenápolis, Barra do Bugres, Nova Olímpia e Alto Paraguai.

## História
Os primeiros colonizadores foram Adolpho Joseti e outros seringueiros, em 1924; o látex armazenado era transportado até Barra do Bugres e, dali, uma lancha levava o produto até Corumbá-MS para ser exportado.
Na década de 1940, José Gratidiano Dorileo chegou à região para explorar ipecacuanha e borracha, em seguida iniciou atividades garimpeiras. Quando o valor da ipecacuanha e da borracha despencaram, ele mudou-se para Cuiabá.
O loteamento do território da atual cidade de Denise foi realizado por Júlio Costa Marques Filho (sobrinho de Joaquim Augusto da Costa Marques e genro de José Gratidiano Dorileo), que o nomeou em hoenagem a sua filha Denise. José Fernandes foi o primeiro morador do loteamento. Ele trouxe uma serra e montou um empreendimento comercial, que produziu material de construção para as primeiras casas.
Em 1968, a Superintendência do Desenvolvimento da Amazônia (SUDAM) construiu duas serrarias na Fazenda Rio dos Bugres, de Antônio Gonzáles de Ruiz (que morava na cidade de São Paulo). Em 27 de setembro do mesmo ano, o pároco de Tangará da Serra, padre Edgar Muller, celebrou a primeira missa.
A localidade foi elevada a distrito de Barra do Bugres, em 29 de Junho de 1976 (Lei nº 3.757). Em 1981, a economia do distrito girava em torno da agricultura de subsistência e da pecuária extensiva. No mesmo ano a Usina de álcool Usinas Itamarati S/A foi nstalada fora da área do distrito de Denise, mas influenciou de maneira decisiva a economia do local, dando apoio para várias obras de infraestrutura: posto de saúde, correio, centro comunitário, posto telefônico, energia com gerador a diesel e, em seguida, a energia elétrica e a construção da praça central (atual Praça Brasília).
Denise foi elevada a município em 6 de maio de 1982 (Lei n º 4453) após esforços do então prefeito de Barra do Bugres, Raimundo Nonato Sobrinho, que foi até a cidade de São Paulo conversar com o empresário Olacyr Francisco de Moraes para pensarem em como realizar a complementação de arrecadação de ICMS de Denise e possibilitar sua emancipação político-administrativa.
Em 1982, a Rodovia MT-343 foi pavimentada e melhorou a ligação de Denise com Cuiabá e as cidades vizinhas.

## Geografia

#### Formação geológica
Esta estrutura integra a depressão correspondente a um amplo sinclinário, erodido e preenchido por sedimentos quartenários da formação do Pantanal. Estes sedimentos são constituídos de áreas de limo e argilas muito friáveis, parcialmente laterizados e em fase de retrabalhamento.
Os solos são constituídos de áreas divididas, ocorrendo secundariamente latossolos vermelhos – amarelos. Coberturas dobradas do proterozóico com granito associados.

#### Relevo
Com altitude média de 211 metros acima do nível do mar, o município assenta-se sobre a depressão do Alto Paraguai, sendo, portanto, parte de uma extensão de área drenada pelo alto curso do Rio Paraguai e seus afluentes. Nesta unidade geomorfológica, a superfície de relevo é pouca dissecada com caimento topográfico de norte para sul.

#### Clima
Tropical quente e sub-úmido, com 5 meses de seca, de maio a setembro. Com precipitação anual de 1.750 mm, com intensidade máxima em dezembro, janeiro e fevereiro. Temperatura média anual de 24 ºC. Maior – 40 ºC. Menor – 0 ºC.

## Economia

#### Cana-de-açúcar
O município de Denise possui dois elementos fundamentais adequados para o cultivo da cana-de-açúcar: terras planas e arenosas. Esses dois fatores contribuíram para a invasão dessa cultura que invadiu pastagens e matas com plantações dessa cultura agrícola para abastecer a usina de álcool e açúcar Itamarati, localizada no Município de Nova Olímpia.
Muitas fazendas e até mesmo pequenas propriedades rurais, que utilizavam suas terras na pecuária, passaram a arrendá-las para a produção de cana, diminuindo drasticamente a produção do rebanho bovino na região.
O Município perde muito em termos de arrecadação, pois para fins de Imposto sobre Circulação de Mercadorias e Serviços (ICMS), a arrecadação se dá no Município onde a usina está implantada Nova Olímpia.
A melhoria que teve para o município se encontra na geração de empregos, onde a maioria da população ativa do Município encontra-se empregada na usina ou nos grupos de produtores independentes da cultura da cana-de-açúcar, diminuindo muito a taxa de desemprego que era muito alta antes da implantação da Usina.

#### Projeto da plantação de seringa
Existem no Município várias propriedades rurais que possuem seringais plantados e/ou produzindo, mas todos com pequenas áreas de cultivo e, consequentemente, baixa produção em virtude da quantidade plantada.
A Prefeitura Municipal, através da Secretaria Municipal de Agricultura, está desenvolvendo um projeto de estímulo à plantação dessa cultura, doando mudas (a preços simbólicos) aos produtores rurais.
Este projeto visa aumentar a renda nas pequenas propriedades, aumentar a arrecadação de impostos no Município e propiciar o aumento de emprego, que hoje se encontra centrado na usina Itamarati.
A manutenção dos seringais gera diversas atividades: preparação do solo, plantação das mudas, tratos culturais, extração e armazenamento do látex, gerando, além do emprego, uma renda permanente aos proprietários rurais.
A diversificação de cultura no município (hoje centrada na cana-de-açúcar), por uma cultura perene trará vários benefícios a todos os Munícipes.

## Últimos prefeitos eleitos
| Ano  | Prefeito    | Partido | Votos | %     | Ref    |
| ---- | ----------- | ------- | ----- | ----- | ------ |
| 2004 | Israel      | PP      | 1.394 | 32,71 | [ 8 ]  |
| 2008 | Zé Roberto  | PR      | 2.561 | 53,89 | [ 9 ]  |
| 2012 | Pedro Tercy | PSD     | 3.068 | 61,68 | [ 10 ] |
| 2016 | Drª Eliane  | PV      | 2.708 | 61,73 | [ 11 ] |
| 2020 | Marrom      | PDT     | 2.385 | 54,73 | [ 12 ] |